# Jacky (film)
Jacky is een Nederlandse dramafilm uit 2000, geregisseerd en geschreven door Fow Pyng Hu en Brat Ljatifi. De film werd in 2000 vertoond tijdens het Filmfestival van Cannes.

## Cast
| Acteur        | Personage |
| ------------- | --------- |
| Fow Pyng Hu   | Jacky     |
| Eveline Wu    | Chi Chi   |
| Gary Guo      | Gary      |
| Xuan Wei Zhou | moeder    |
| Jiah Bao Toh  | Pau Pau   |
| Ka Way Chui   | toerist   |
| Chee Ngai Ng  | toerist   |
| Ad van Kempen | makelaar  |